# 노정렬
노정렬(1971년 1월 19일 ~ )은 대한민국의 희극인, 방송인이다.

## 이력
1990년 연극배우로 데뷔하였고 1991년 뮤지컬 배우로 활동했다. 서울대학교 신문학과를 졸업하고 1994년 제38회 행정고시에 합격한 그는 1년간 공무원 연수를 마친 뒤 휴직계를 내고, 1996년 MBC 7기 공채 개그맨으로 입사했다.

## 학력
- 명석고등학교 졸업
- 서울대학교 신문학과 학사
- 서울대학교 행정대학원 행정학 석사

## 경력
- 1994년 : 행정고시 합격(제38회)
- 2002년 : 특허청 학생발명활동촉진 순회강연회 강사
- 노체 대표이사
- 공무원단기학교 행정학 강사

## 출연작

### 연극
- 1990년 《대원군》 ... 철종 이변 역(단역)

### 뮤지컬
- 1991년 《포기와 베스》 ... 포기 역(주인공)

### 방송
- 《황인용의 FM모닝쇼 - 노정렬의 시사개그》(MBC FM, 1996년)
- 《퍼즐특급열차》- 리포터 (KBS)
- 《도전 1주일, 공부를 잡아라》(EBS)
- 《사이언스쇼 기상천외》(EBS)
- 《저요! 저요!》(KBS)
- 《퀴즈쇼 무한대결》(iTV)
- 《테마게임》(MBC)
- 《연예플러스》(MBC)
- 《여자가 좋다》(SBS)
- 《폭소클럽 2》(KBS 2TV, 2006년 ~ 2008년)
- 《유쾌한 저녁길》(BBS FM, 2003년 ~ 2004년)
- 《뉴스야 놀자》(CBS 표준FM, 2006년 ~ 2011년)
- 《주말이 좋다》(tbs)
- 《노정렬의 시사정렬》(서울신문-서울살롱)

### 영화
- 《나두야 간다》 2004년 ... 종배 역(단역)

## 저서
- 《말하면 뭐해 속만 상하지》(둥지, 1997년) ISBN 9788943500191
- 《혜초스님 저희 왔어요》(다락원, 1998년) ISBN 9788972557579